# Hope for Haiti Now
Singles
Hope for Haiti Now est un album live caritatif pour venir en aide aux victimes du tremblement de terre d'Haïti de 2010. Tous les bénéfices des ventes de l'album ont été reversés à des associations caritatives dont la Croix-Rouge et la fondation Yele Haiti de Wyclef Jean.
L'album contient 19 titres interprétés en live par différents artistes pour l'émission Hope for Haiti Now: A Global Benefit for Earthquake Relief diffusée le 22 janvier 2010 ainsi que la version studio du titre "Stranded (Haiti Mon Amour)" de Jay-Z, Rihanna, Bono et The Edge.
L'album a été disponible en pré-vente sur iTunes Store le 22 janvier et détient le record du nombre de pré-ventes sur iTunes. Il se vend à 171 000 copies dès le premier week-end et en 2 jours devient le premier album vendu uniquement en téléchargement à se classer au Billboard 200. L'album est ensuite disponible sur Amazon.com et Rhapsody.

## Liste des titres
1. Alicia Keys - "Send Me an Angel" 3:43 (Alicia Keys)
2. Coldplay - "A Message 2010" 4:04 (Guy Berryman, Jonny Buckland, Will Champion, Chris Martin)
3. Bruce Springsteen - "We Shall Overcome" 2:52 (Charles Albert Tindley)
4. Stevie Wonder - "Time to Love / Bridge over Troubled Water" 4:01 (Stevie Wonder / Paul Simon)
5. Shakira feat. The Roots - "I'll Stand by You" 3:55 (Chrissie Hynde, Tom Kelly, Billy Steinberg)
6. John Legend - "Motherless Child" 4:11
7. Mary J. Blige feat. The Roots - "Hard Times Come Again No More" 3:57 (Stephen Foster)
8. Taylor Swift - "Breathless" 3:51 (Kevin Griffin)
9. Christina Aguilera - "Lift Me Up" 3:45 (Linda Perry)
10. Sting - "Driven to Tears" 3:34 (Sting)
11. Beyoncé Knowles feat. Chris Martin - "Halo" 3:31 (Ryan Tedder, Evan Bogart, Beyoncé Knowles)
12. Sheryl Crow, Kid Rock & Keith Urban - "Lean on Me" 3:36 (Bill Withers)
13. Madonna - "Like a Prayer" 3:29 Madonna, Patrick Leonard)
14. Justin Timberlake & Matt Morris feat. Charlie Sexton - "Hallelujah" 4:15 (Leonard Cohen)
15. Jennifer Hudson feat. The Roots - "Let It Be" 3:53 (John Lennon, Paul McCartney)
16. Emeline Michel - "Many Rivers to Cross" 3:01 (Jimmy Cliff)
17. Jay-Z, Bono, The Edge & Rihanna - "Stranded (Haiti Mon Amour)" (version live) 4:27 (Shawn Carter, Paul Hewson, David Evans, Kasseem Dean, Robyn Fenty)
18. Dave Matthews & Neil Young - "Alone and Forsaken" 3:30 (Hank Williams)
19. Wyclef Jean - "Rivers of Babylon / Yele (Medley)" 3:55 (Brent Dowe, Trevor McNaughton)
20. Jay-Z, Bono, The Edge & Rihanna - "Stranded (Haiti Mon Amour)" (version studio) 4:20 (Carter, Hewson, Evans, Dean, Fenty)